# Labotnica
Labotnica (nemško Lavant) je 64 km dolga reka v jugovzhodni Avstriji v Labotski dolini, levi pritok Drave. Izvor imena sega v predkeltske čase, v indoevropskem pa pomeni sijajna bela reka. Njeno povodje pokriva površino 969 km².
Izvira pod najvišjim vrhom Labotniških Alp (Seetaler Alp) Zirbitzkoglom na višini okoli 2170 m, kjer ustvari manjše gorsko jezero Lavantsee. Od tam teče nekaj kilometrov v jugovzhodni smeri, po 11,2 km in prečkanju deželne štajersko - koroške meje pa se usmeri na jug skozi široko Labotniško (Labotsko) dolino, Twimberger Graben in spodnjo labotniško dolino in se izliva po kratki zožitvi pri Krottendorfu, pri Lavamündu na nadmorski višini 348 m, v Dravo. Tik pred ustih , da ima povprečno pretoka 12,5 m³/s.
Reka na svoji poti teče skozi kraje Bad Sankt Leonhard im Lavanttal (v zgornjem toku), središče Labotske doline Volšperk (Wolfsberg), sledita nekdanji sedež Lavantinske škofije Šentandraž v Labotski dolini (Sankt Andrä) in Šentpavel v Labotski dolini (Sankt Paul im Lavanttal), poslednji Labot (Lavamünd) se nahaja tik ob meji s Slovenijo in izlivu reke Labotnice v Dravo.
Za Labotnico je značilen pluvialni režim z vrhom tokov v maju in minimumom v januarju. Kakovost vode je razreda I. v povirju okoli Frantschach-St. Gertraud potem razred II. Leta 1980 je močno onesnaževanje iz mlina celuloze in širšega območja Wolfsberga spremenilo stanje v razred IV. Z zagonom elektrarne v Mettersdorf leta 1988 se je stanje izboljšalo. Obstajata dve čistilni napravi v Bad St. Leonhard in Lavamünd.
V Labotnici in njenih pritokih živi 25 vrst rib. Prevladujoča je potočna postrv, šarenka in pogosto klen. Za Koroško redka vrsta zingel, Zingel streber (upiravec), Romanogobio uranoscopus (zvezdogled) in nežica (Cobitis taenia). Le najnižji del reke blizu Lavamünda pripada mreni.